# Sam Troughton
Sam John Troughton (Hampstead, 21 marzo 1977) è un attore britannico.

## Carriera
Suo padre era l'attore David Troughton, mentre suo nonno paterno, Patrick Troughton ha recitato nella serie televisiva Doctor Who, interpretando il ruolo di Secondo Dottore. Ha due fratelli più giovani, il giocatore di cricket Jim e l'attore William. Si è laureato nel 1998 all'Università di Hull, dove ha studiato drammaturgia.
Attivo soprattutto in teatro (ha partecipato a diversi allestimenti di opere di William Shakespeare) è noto per i suoi ruoli cinematografici in Alien vs. Predator, Il segreto di Vera Drake, Il rituale e Mank. Per la tv è stato tra i protagonisti della serie televisiva del 2006 Robin Hood, mentre nella miniserie Chernobyl ha interpretato il ruolo di Aleksandr Fëdorovič Akimov.

## Filmografia

### Cinema
- Sylvia, regia di Christine Jeffs (2003)
- Alien vs. Predator (AVP: Alien vs. Predator), regia di Paul W. S. Anderson (2004)
- Il segreto di Vera Drake (Vera Drake), regia di Mike Leigh (2004)
- Spirit Trap, regia di Marcus Randall (2005)
- Slumber - Il demone del sonno (Slumber), regia di Jonathan Hopkins (2017)
- Il rituale (The Ritual), regia di David Bruckner (2017)
- Mank, regia di David Fincher (2020)
- Napoleon, regia di Ridley Scott (2023)

### Televisione
- Ultimate Force – serie TV, 1 episodio (2002)
- Hex – serie TV, 6 episodi (2005)
- Robin Hood – serie TV, 38 episodi (2006-2009)
- The Hollow Crown, regia di Dominic Cooke – miniserie TV, 2 puntate (2016)
- Chernobyl, regia di Johan Renck - miniserie TV, 5 puntate (2019)
- Delitti in Paradiso (Death in Paradise) – serie TV, episodio 9x06 (2020)
- Litvinenko - Indagine sulla morte di un dissidente (Litvinenko), regia di Jim Field Smith – miniserie TV, 3 puntate (2022)
- Progetto Lazarus (The Lazarus Project) – serie TV, 5 episodi (2023)
- A Very Royal Scandal, regia di Julian Jarrold – miniserie TV (2024)
- Lockerbie - Attentato sul volo Pan Am 103 (Lockerbie: A Search For Truth), regia di Otto Bathurst e Jim Loach – miniserie TV (2025)

## Doppiatori italiani
Nelle versioni in italiano delle opere in cui ha recitato, Sam Troughton è stato doppiato da:
- Alberto Bognanni in Hex, Robin Hood
- Roberto Stocchi in Mank, Napoleon
- Leonardo Graziano in Il rituale, Lockerbie - Attentato sul volo Pan Am 103
- Riccardo Niseem Onorato in Alien vs. Predator
- Gabriele Sabatini in Slumber - Il demone del sonno
- Gabriele Tacchi in Chernobyl
- Paolo Vivio in Litvinenko - Indagine sulla morte di un dissidente
- Luigi Ferraro in Progetto Lazarus